# 香港駅
香港駅（ホンコンえき）は香港香港島中西区にある、香港MTRの駅である。

## 概要
東涌線と機場快線の2路線が乗り入れる。搭乗1時間30分前までであれば香港国際空港の航空機への搭乗手続き、及び受託手荷物を預ける事ができる「インタウン・チェックイン」と呼ばれる施設が設置されている。
香港駅は地下通路で中環駅と結んでいる（徒歩約5~10分）、この点は尖東駅と尖沙咀駅の構造に似ている。
駅は青木あすなろ建設によって建設された。

## 歴史
- 1998年6月22日 - 東涌線開業。
- 1998年7月6日 - 機場快線開業。

## 駅構造
香港国際金融中心の地下に駅施設がある。東涌線は島式ホーム1面2線、機場快線は相対式ホーム2面2線を有し、ホームドア完備。出入り口は10箇所ある。

### のりば
| 機場快線ホーム (L2) | 相対式ホーム（未使用） | 相対式ホーム（未使用）                                   |
| 機場快線ホーム (L2) | ➋番線 (保留線)         | ■機場快線当駅止まり 留置線 (機場快線降車専用ホーム)方面→ |
| 機場快線ホーム (L2) | ←➊番線                 | ■機場快線 機場・博覧館方面                               |
| 機場快線ホーム (L2) | 相対式ホーム           |                                                          |

| 東涌線ホーム (L4) | ➍番線      | ←■東涌線 東涌・■迪士尼線方面 |
| 東涌線ホーム (L4) | 島式ホーム |                              |
| 東涌線ホーム (L4) | ➌番線      | ←■東涌線 東涌・■迪士尼線方面 |

## 駅周辺

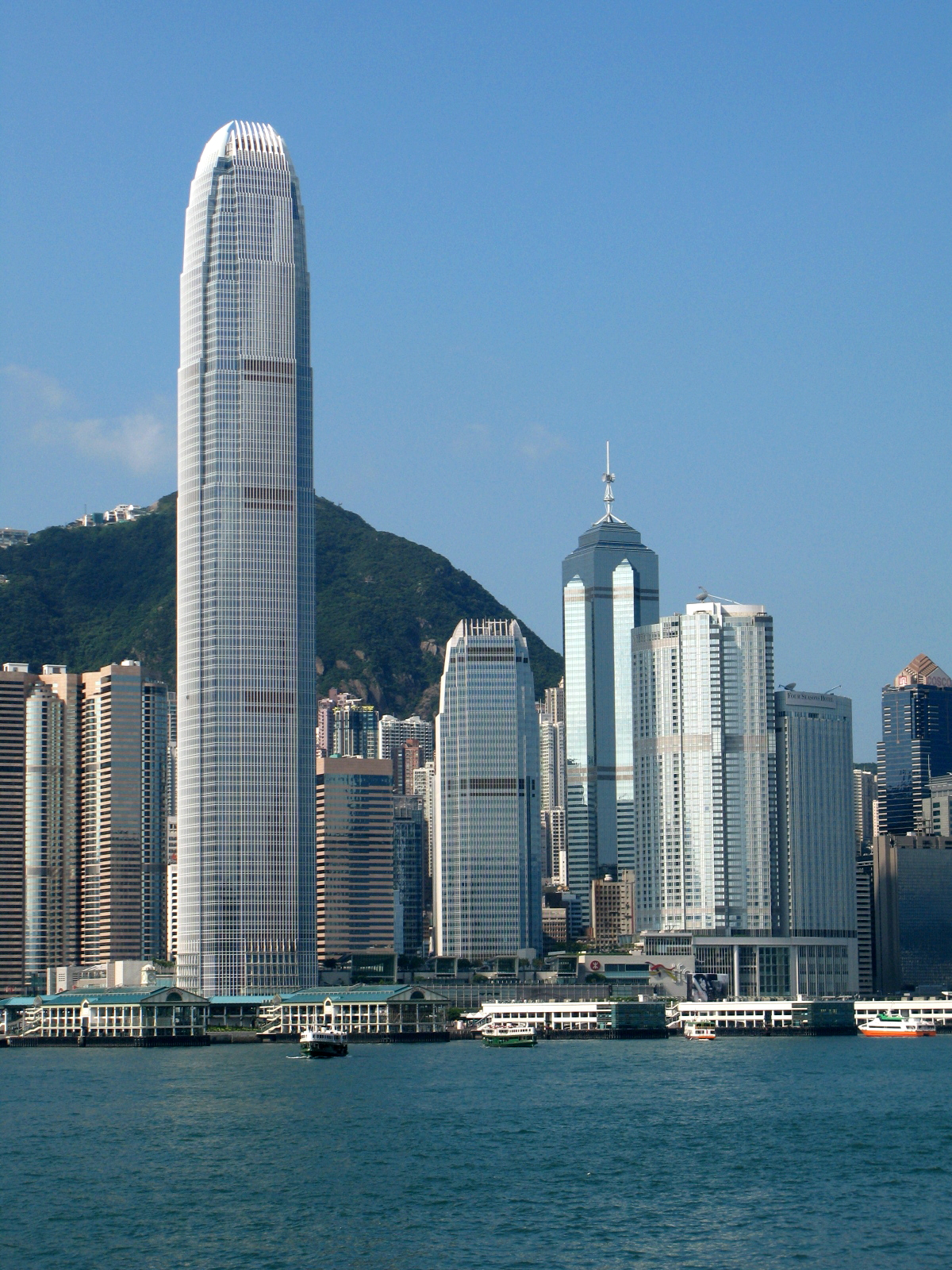
香港国際金融中心

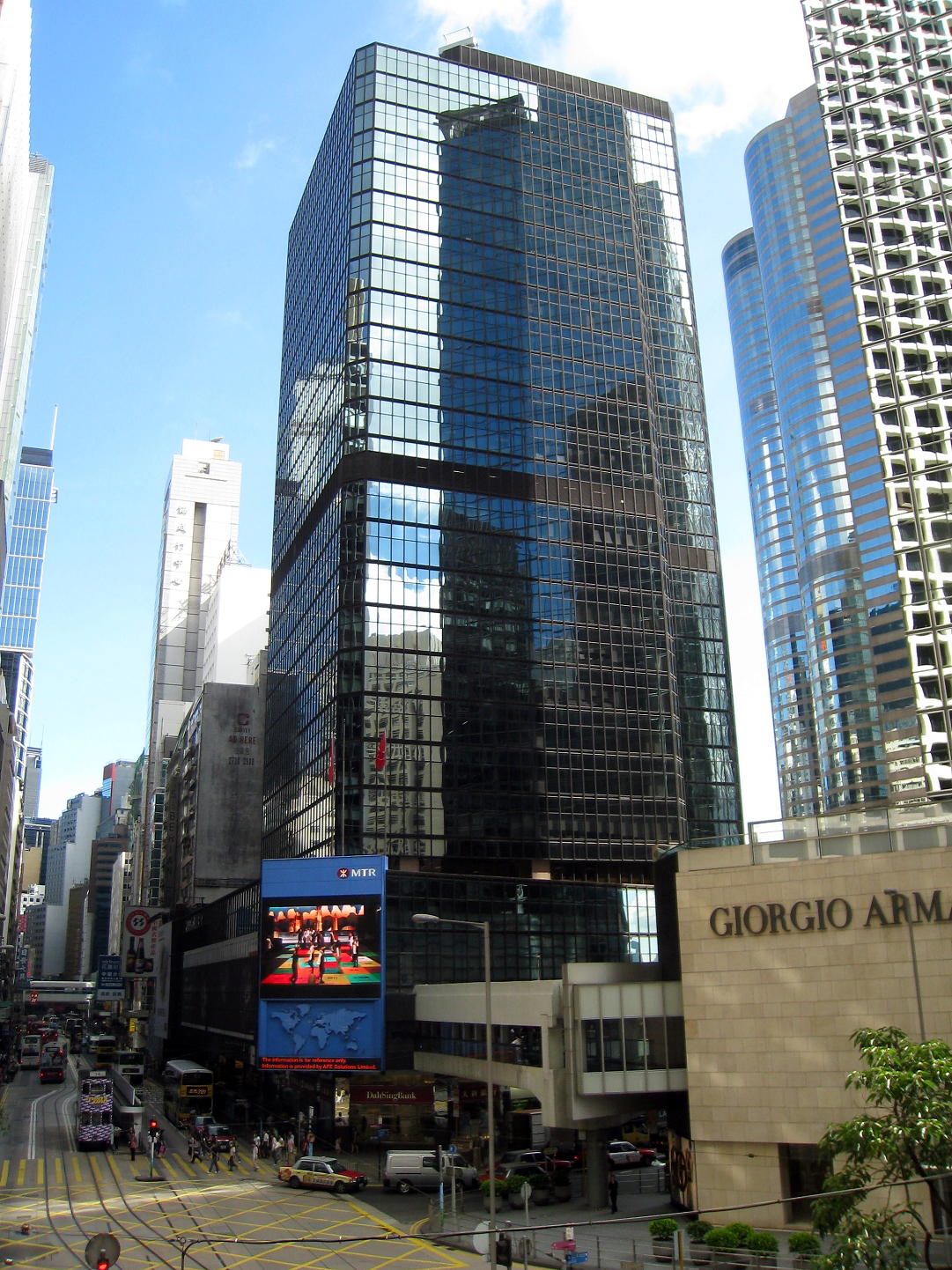
環球大廈

当駅は香港特別行政区の中心ともいえる場所に位置する。周辺に中環駅があり、地下道を通じて行くことができる。
- 香港国際金融中心
- 環球大廈
- 交易広場
- 怡和大廈
- 中環中心
- 協成行（中国語版）中心
- 創興銀行（中国語版）中心
- 華人銀行（中国語版）大廈
- 美利大廈（中国語版）
- 遮打大廈（中国語版）
- 聖佐治大廈（中国語版）

- ザ・ランドマーク（置地広場）
- 歴山大廈
- 東亜銀行大廈
- 告羅士打大廈（中国語版）
- 中国銀行タワー
- 太子大廈（中国語版）
- 中国銀行大廈
- 香港四季酒店（中国語版）
- 香港麗嘉酒店（中国語版）
- マンダリン・オリエンタル香港
- 公共服務及設施

- 中国政府合署
- 中国警署建築群
- 中国人民解放軍駐港部隊大廈
- 中国外交部駐港特派員公署
- 中環蘇豪区（中国語版）
- 中環街市
- 孫中山紀念館
- 海港政府大樓（中国語版）
- 和平紀念碑
- 皇后像広場
- 遮打花園（中国語版）
- 香港終審法院

## バス路線・フェリー
バス
2、4/X、6/A/X、11、12、15、18/P/X、25、30X、66、70、75、90/B/C、91、94、97、260、590、720/P、722、A11、A12、E11/A/B、N90
- 過海隧道バス（中国語版）：
  - 307/A、373、603/P/S、621、673、681/P、690/P、905、914/P/X、930/A/X、960A/B/C/P/S/X、961/P/S、N/962/B/X、967、968、N/969、978/A/B、N368、N691
- 機場快線穿梭バス(2020年6月30日限りで廃止)：
  - H1 - 港島香格里拉大酒店、港麗酒店、太古広場、萬豪酒店、港島皇悦酒店、萬麗海景酒店、香港コンベンション・アンド・エキシビション・センター
  - H2 - 香港華美粤海酒店、世紀香港酒店、富豪香港酒店、柏寧酒店、香港怡東酒店、六国酒店

ミニバス
- 港島専線ミニバス：
  - 1 - 香港駅 ↔ 山頂駅
  - 2 - 香港駅 ↺ 梅道（中国語版） / 旧山頂道（中国語版）
  - 3 - 香港駅 ↔ 宝珊道（中国語版）
  - 3A - 香港駅 ↔ 干徳道
  - その他の路線：1A、22、54、55

フェリー
- 珀麗湾客運（中国語版）：
  - 中環 ↔ 馬湾珀麗湾（中国語版）
- 愉景湾航運服務：
  - 中環 ↔ 大嶼山愉景湾
- 港九小輪（中国語版）：
  - 中環 ↔ 南丫島榕樹湾（中国語版）
  - 中環 ↔ 南丫島索罟湾（中国語版）
- 新世界第一フェリー（中国語版）：
  - 中環 ↔ 長洲
  - 中環 ↔ 大嶼山梅窩（中国語版）
  - 中環 ↔ 大嶼山坪洲
- スターフェリー：
  - 中環（中国語版） ↔ 尖沙咀

## 隣の駅
香港鉄路
■東涌線
香港駅 - 九龍駅
■機場快線
香港駅 - 九龍駅